# Вадул-Туркулуй
Вадул-Туркулуй — село в Рыбницком районе непризнанной Приднестровской Молдавской Республики. Административный центр Вадул-Туркулуйского сельсовета.